# 克魯波代林齊 (文尼察州)
克魯波代倫齊（羅馬化：Krupoderyntsi）是烏克蘭西部文尼察州文尼察區波赫雷比謝市鎮的村莊，面積0.19平方公里，海拔高度217米，2001年人口433，人口密度每平方公里2,243.52人。